# 제니 베스
제니 베스(프랑스어: Jehnny Beth 제니 베트[*], 1984년 12월 24일 ~ )는 프랑스 출신의 음악가, 싱어송라이터, 음반 제작자, 텔레비전 진행자, 배우이다. 음악 듀오 존 & 젠(John & Jehn)의 멤버이자 록 밴드 새비지스(Savages)의 프론트이다. 2020년 6월, 솔로 데뷔 앨범 《To Love Is to Live》를 발매했다. 배우로도 활동하며, 2019년 《불가능한 사랑》(2018)으로 제44회 세자르상 신인여우상 후보에 올랐다.

## 음반 목록
- To Love Is to Live (2020)

## 영상 목록

### 영화
- 불가능한 사랑 (2018)
- 파리, 13구 (2021)
- 추락의 해부 (2023)